# 甲府地方氣象台
甲府地方氣象台（日语：／ Kōfu chihō kishōdai */?）是日本氣象廳東京管區氣象台下屬的一個地方氣象台，位於山梨縣甲府市，主要負責山梨縣的氣象預報、氣象觀測、地震觀測和減災防災工作。作為距富士山最近的地方氣象台（約40公里），還負責向全國發佈富士山初冠雪的目測報告。

## 組織
甲府地方氣象台受氣象廳和東京管區氣象台管制，最高責任者為台長。下屬次長、業務危機管理官、防災管理官和觀測預報管理官。

### 業務·危機管理官
- 總務系

### 防災管理官
- 調查官
- 防災氣象官
- 土砂災害氣象官
- 水害對策氣象官
- 東海地震防災官
- 火山防災官
- 防災業務系
- 防災指導系
- 防災情報系

### 觀測預報管理官
- 預報官
- 氣象情報官
- 技術專門官
- 現業班

## 歷史
- 1894年，山梨縣立甲府測候所在甲府市成立，這是山梨縣氣象觀測的開始。
- 1938年，轉為國營。
- 1957年，升格為甲府地方氣象台。
- 1993年，新廳舍建成。[3]

## 關聯項目
- 氣象廳
- 地方氣象台
- 東京管區氣象台
- 甲府市
- 富士山